# باول جيرارد
باول جيرارد (بالفرنسية: Paul Girard)‏ هو لغوي فرنسي، ولد في 23 مارس 1852 في باريس في فرنسا، وتوفي بنفس المكان في 1 يوليو 1922.